# Poppa de Bayeux
Poppa de Bayeux fue la amante o la esposa (quizá por more danico) del conquistador normando Rollón. Fue la madre de Guillermo, duque de Normandía, Gerloc, y abuela de Ricardo I de Normandía que convirtió el Ducado de Normandía en un gran feudo de la Francia medieval. A finales del siglo X, el cronista francés Dudo de Saint-Quentin relata que era hija de un conde llamado Berengario, capturado en Bayeux por Rollón en 885 u 889. Esto llevó a especular que podría ser la hija de Berengario II de Neustria. A pesar de la incertidumbre de su origen, sin duda era miembro de la aristocracia franca. Una estatua de Poppa se alza en la Plaza de Gaulle en Bayeux.